# Technoblade
Technoblade, pseudoniem van Alexander (1 juni 1999 – juni 2022), was een Amerikaan youtuber en internetpersoonlijkheid. Hij was vooral bekend om zijn Minecraft-video's en livestreams, die hij publiceerde op zijn eigen YouTube-kanaal, evenals door zijn betrokkenheid bij de Dream SMP. In april 2025 kwam de Minecraft movie uit, waarin een varken met een kroon getoond wordt, als eerbetoon aan Technoblade. Op het beginscherm van de game Minecraft wordt er tijdelijk ook een kroon op het varken toegevoegd. Een varken met kroon was de avatar van Technoblade op YouTube.

## Carrière
Technoblade maakte zijn YouTubekanaal aan op 29 oktober 2013. Zijn content ging voornamelijk over de videogame Minecraft. Hij speelde regelmatig op de minigame-server Hypixel. Minigames zoals Mega Walls, Blitz SG, Bedwars, Skywars en Skyblock waren dan ook het onderwerp van de meeste van zijn video's. Zijn populariteit steeg zeer snel nadat hij in 2019 meerdere keren een wedstrijd met andere youtubers, genaamd Minecraft Monday, wist te winnen. Hij nam vaak deel aan wedstrijden, zoals het Minecraft Championship (MCC). Volgens videogamejournalist Cale Michael was hij "een van de beste Minecraft-spelers binnen de content-creatie-ruimte was, vooral wanneer het op PvP aankwam". Technoblade speelde ook een grote rol in de Dream SMP. Hij was onderdeel van de contentcreatorgroep Sleepy Bois Inc. samen met Wilbur Soot, TommyInnit en Ph1LzA. Op 31 december 2021 had Technoblades YouTube-kanaal 10 miljoen abonnees, wat zijn doel was. Op het moment dat de laatste video werd gepubliceerd, had zijn kanaal 10,8 miljoen abonnees.  
Technoblade was bevriend met Dream, een collega-youtuber die eveneens veel Minecraft speelde. Onder de eigen fanbase werden beiden beschouwd als beste Minecraft-speler. In 2020 maakte MrBeast een video waarin ze beiden deelnamen om uit te maken wie de beste Minecraft-speler was. MrBeast stelde een prijs voor van 100.000 dollar voor de winnaar, uit een 'best of 10' won Technoblade met 6-4.
Ook haalde hij het wereldrecord voor meeste potjes Bedwars achter elkaar gewonnen: 1400. Later had hij dit record opnieuw verbroken met een ander team, die hun record eindigen na 1818 potjes. Uiteindelijk heeft een andere groep dit record verbroken.
1 jaar later maakt hij de zeer succesvolle video's The great potato war 1, 2 en 3 waarin hij in skyblock #1 in aardappelen geoogst wordt. In deze video's neemt hij het op tegen voornamelijk record houder im_a_squid_kid. Er kijken in totaal 100 miljoen mensen naar de video's.
Op 27 augustus 2021 bereikte zijn kanaal meer dan 1 miljard weergaven voor al zijn video's.

## Privéleven
Van Technoblades privéleven is weinig bekend. In een video uit 2016 houdt hij zijn kijkers voor de mal door zijn vriend hem "Dave" te laten noemen. Hierdoor dachten zijn kijkers dat zijn naam inderdaad Dave was. Dit bleef zo tot aan de video waarin Technoblades overlijden en zijn echte voornaam, Alexander, werden bekendgemaakt.
Technoblade zei op Twitter dat hij in San Francisco woonde. Het was bekend dat hij ADHD had.

## Kankerdiagnose en overlijden
Op 28 augustus 2021 maakte Technoblade in een video bekend dat hij kanker had. In die video vertelde hij dat hij pijn had in zijn rechterarm en een bult op zijn schouder en daarom naar de dokter was gegaan. Daar kreeg hij de diagnose kanker. Chemotherapie was niet succesvol, zijn dokter zei dat zijn arm waarschijnlijk geamputeerd moest worden. In december 2021 onderging Alexander met succes een weefselsparende operatie waarbij zijn arm intact bleef.
In het daaropvolgende MCC doneerde Dream voor elke munt die hij behaalde een dollar aan kankeronderzoek. Hij doneerde zo ongeveer 21.500 dollar in totaal.
Technoblade overleed eind juni 2022 aan de gevolgen van kanker. Na zijn overlijden werd een video geüpload op zijn kanaal getiteld So long nerds. In deze video las zijn vader een brief voor die Technoblade enkele uren voor zijn overlijden geschreven had. Hij nam hierin afscheid van zijn fans en maakte zijn echte naam Alexander bekend, met een foto van zichzelf. De opbrengst van zijn merchandising zou voortaan gedoneerd worden aan de Sarcoma Foundation van de Verenigde Staten. De video werd later die dag nummer één in trending. De video kreeg 30 miljoen views in de eerste 24 uur en het kanaal kreeg na deze video meer dan 6 miljoen abonnees erbij.
In een interview met The New York Times meldde Don Pireso, eigenaar van Hypixel, dat de familie van Technoblade niet van plan was verdere mededelingen te doen. Hypixel maakt een digitaal monument voor Technoblade, waar zijn fans een bericht konden achterlaten.

## Erelijst
- Minecraft Championship 4
- Minecraft Championship 8

- MusicBrainz: 377fa3b2-82ad-43f7-b3df-affe10c4efab